# Chala (Gujarat)
Chala è una suddivisione dell'India, classificata come census town, di 16.244 abitanti, situata nel distretto di Valsad, nello stato federato del Gujarat. In base al numero di abitanti la città rientra nella classe IV (da 10.000 a 19.999 persone).

## Geografia fisica
La città è situata a 20° 22' 41 N e 72° 52' 37 E.

## Società

### Evoluzione demografica
Al censimento del 2001 la popolazione di Chala assommava a 16.244 persone, delle quali 9.400 maschi e 6.844 femmine. I bambini di età inferiore o uguale ai sei anni assommavano a 2.217, dei quali 1.187 maschi e 1.030 femmine. Infine, coloro che erano in grado di saper almeno leggere e scrivere erano 12.726, dei quali 7.815 maschi e 4.911 femmine.